# Байрруш
Ба́йрруш (порт. Bairros; МФА: [bɐ.ˈi.ʁuʃ]) — колишня парафія в Португалії, в муніципалітеті Каштелу-де-Пайва. Перебувала у складі округу Авейру.  Входила до регіону Північ. За старим адміністративним поділом, що був чинним до 1976 року, територія парафії належала провінції Берегове Дору.  Ліквідована 28 січня 2013 року. Увійшла до складу парафії Собраду і Байрруш. Площа парафії — 8,49 км², населення — 2047 ос. (2011), густота населення — 241,11 осіб/км²
. Патрон — святий Михаїл. Поштовий індекс — 4550. Код  — 010601.

## Географія

Каштелу-де-Пайва (2013)

## Населення
| Кількість мешканців | Кількість мешканців | Кількість мешканців | Кількість мешканців | Кількість мешканців | Кількість мешканців | Кількість мешканців | Кількість мешканців | Кількість мешканців | Кількість мешканців | Кількість мешканців | Кількість мешканців | Кількість мешканців | Кількість мешканців | Кількість мешканців |
| ------------------- | ------------------- | ------------------- | ------------------- | ------------------- | ------------------- | ------------------- | ------------------- | ------------------- | ------------------- | ------------------- | ------------------- | ------------------- | ------------------- | ------------------- |
| 1864                | 1878                | 1890                | 1900                | 1911                | 1920                | 1930                | 1940                | 1950                | 1960                | 1970                | 1981                | 1991                | 2001                | 2011                |
| 717                 | 820                 | 894                 | 961                 | 1.109               | 1.068               | 1.122               | 1.284               | 1.464               | 1.543               | 1.469               | 1.720               | 1.830               | 1.853               | 2.047               |